# Daune (mitologia)
Daune (Daunus, Daunos Δαῦνος o també Δαύνιος), fill de Pilumnus i Dànae, casat amb Venília, és un personatge mitològic grec, que fou el pare o almenys el més antic ancestre de Turnus.
Els seus germans són Jàpige i Peuceci. Juntament amb ells, i al capdavant d'un exèrcit d'il·liris va conquerir el sud d'Itàlia i va expulsar els ausonis que l'ocupaven. Dividí el territori en tres parts, que van rebre el nom de regne dels dauns, dels messapis i dels peuquetis. Tot el conjunt s'anomenava "país dels iapigis".
Quan Diomedes va ser expulsat del seu país i arribà a Itàlia, va ser ben acollit per Daune, que li va donar terres i la mà de la seva filla. Una tradició tardana parla de les disputes entre Daune i Diomedes. Diomedes hauria estat mort per Daune en una baralla.